# Francis Matthey
Pour les articles homonymes, voir Matthey et Mattei.
Francis Matthey, né le 17 juin 1942 au Locle (canton de Neuchâtel) et mort le 20 mars 2025, est une personnalité politique suisse, membre du Parti socialiste.

## Biographie
Licencié ès sciences économiques, il dirige le Service cantonal neuchâtelois de l'aménagement du territoire de 1968 à 1976. Il est ensuite conseiller communal de 1976 à 1980, puis président de la ville de la Chaux-de-Fonds de 1980 à 1988.
Il est conseiller national de 1987 à 1995 et conseiller d'État du canton de Neuchâtel de 1988 à 2001, à la tête du département des finances et des affaires sociales puis du département de l'économie publique. Il y remplace René Felber, élu au Conseil fédéral. Au Parlement fédéral, il préside la Commission de l'économie et des redevances.
Le 3 mars 1993, Matthey est élu au Conseil fédéral, mais il renonce à son élection en raison du manque de soutien de son parti et à la suite de manifestations et de pressions féministes. Une semaine plus tard, Ruth Dreifuss est élue. Ce cas de figure est unique au XXe siècle.
Il préside le comité chargé d'organiser l'Expo 02 à Neuchâtel, Bienne, Yverdon-les-Bains et Morat puis est appelé à la présidence de la Commission fédérale des étrangers jusqu'en 2011.
Il préside le Conseil de fondation de l'Ancienne Poste au Locle, dont le but est de réhabiliter l'ancien bâtiment des Postes de la ville datant de 1848.
Il meurt le 20 mars 2025, à l'âge de 82 ans,.